# IV. (V.) István pápa
IV. (V.) István (latinul: Stephanus), (?, Róma – 817. január 24., Róma) foglalhatta el Szent Péter trónját a történelemben 98.-ként 816. június 16-án. A hivatalos vatikáni dokumentumokban IV. István pápaként jelenik meg, ugyanis az egyház nem fogadja el II. Istvánt hivatalos egyházfőnek, hiszen nem volt felszentelve. A történészek azonban általában mégis megmaradtak az "eredeti" számozás mellett. Rövid pontifikátusa alatt elődjének nyomvonalát követte, és megerősítette szövetségét a frank birodalommal.

## Élete
Rómában született a nemes Colonna családban, amely már két pápát is adott az egyháznak. Apját Marinusnak nevezték. A papi pályát választotta, és I. Adorján pápa valamint III. Leó pápa pártfogoltja volt. Ezt főként nagy tudásának és vallásosságának köszönhette. Leó diakónussá szentelte fel. Erényei és népszerűsége miatt Leó halála után 816. június 12-én a keresztény nyáj vezetőjének választották meg, és június 22-én szentelték fel.
Első dolga volt, hogy az új frank uralkodót felkeresse levelével, de előtte esküt csikart ki a római nemességből, amelyben I. Jámbor Lajosnak fogadtak hűbéresi viszonyt. Ezután levelében tudatta Lajossal megválasztását, majd 816 őszén Frankföldre utazott. Októberben Reimsbe érkezett, ahol I. Lajost a Szent Római Birodalom császárává koronázta. A császár ékes ajándékokkal erősítette meg Frankföld és a Szentszék szövetségét. Ezután a pápai felkenést a császárok beiktatásának elengedhetetlen feltételének tartották. Ez egyértelműen a pápai hatalom erősödését jelentette, és Istvánnak sikerült elérnie Lajosnál, hogy az elismerje a pápaválasztás függetlenségét.
Frankföldi látogatása során átadta az érseki palliumot Theodulfnak, akit az Orléans-i egyházmegye élére nevezett ki. Theodulf a császár egyik bizalmas tanácsadója volt. Hazafelé a pápai kíséret megállt Ravennában, ahol a pápa az egyik templomban kiállította Jézus saruját. Több III. Leó által száműzött rómait fogadott vissza.
817. január 24-én halt meg. Testét a Szent Péter-bazilikában helyezték örök nyugalomra.

## Művei
- Documenta Catholica Omnia (latin nyelven). (Hozzáférés: 2011. december 6.)